# Виконавці українських дум

## Список виконавців українських дум

### Кобзарі
- Авраменко Степан Трохимович
- Андріяшівський Євхим
- Байдиков Грицько
- Баришовець Юрій Миколайович
- Баша Федір
- Бенший Захар
- Бешко Андрій
- Бідило Степан Якович
- Богущенко Яків Тимофійович
- Боклага Назар Денисович
- Братиця Павло Савич
- Бутенко Остап Якович
- Бутовський Юхим
- Вересай Остап Микитович
- Власко Семен Сидорович
- Волошин Матвій
- Вудянський Ераст Іванович
- Гайденко Андрій Матвійович
- Гарасько Петро
- Гащенко Павло Петрович
- Говтань Опанас
- Гончаренко Гнат Тихонович
- Гриценко Хведір Хведорович
- Губа Клим
- Даниленко Марко
- Дашенко Павло
- Демченко Микола
- Древченко Петро Семенович
- Дуб Прокіп Михайлович
- Дубина Микола Захарович
- Жовнянський Іван
- Запорожченко Іван Данилович
- Зезуля Семен
- Зелінський Гаврило Михайлович
- Зимогляд Демид
- Іван (кобзар)
- Казан Іван
- Каліберга Павло Пилипович
- Кальний Остап
- Кобзар Грицько
- Кожевник Петро
- Кожушко Григорій Семенович
- Кононенко Хведір
- Кочерга Дмитро
- Кравченко Михайло Степанович
- Кравченко Платон
- Кравченко-Крюковський Іван Григорович
- Кулибаба Петро
- Кулик Мусій Гордійович
- Кулик Павло Васильович
- Куліченко Микита Лаврентійович
- Куліш Юхим Костянтинович
- Курочка Артем
- Кучугура-Кучеренко Іван Іович
- Магадин Трихон
- Митяй Антін Огійович
- Михайлюк Олександр
- Мовчан Єгор Хомич
- Назаренко Василь
- Нетеса Іван Федорович
- Неховайзуб Петро
- Никоненко Архип
- Обліченко Григорій
- Одноріг Іван Олексійович
- Олексіїв-Крячківський Федір
- Парубайко Онупрій
- Пархоменко Терентій Макарович
- Пасюга Степан Артемович
- Поливський Орест
- Ригоренко Микола
- Рогозянський Гнат
- Савченко Опанас
- Симоненко Дем'ян Гаврилович
- Сіроштан Петро
- Скорик Дмитро
- Скорик Семен
- Скряга Прокіп
- Стрічка Іван
- Стрічка Сакон Іванович
- Ткаченко (кобзар)
- Ткаченко-Галашко Петро Федорович
- Токар Ілько
- Фесенко Мирон Якович
- Харченко Йосип
- Іван Хмельницький
- Христенко Макар Тимофійович
- Чапля Семен
- Чернецький Назар
- Шут Андрій
- Яшний Самійло Харитонович

### Лірники
- Бабчук Юрій
- Бахмут Яків Михайлович
- Баша Федір
- Богущенко Яків Тимофійович
- Боклага Назар Денисович
- Веселий Самсон Васильович
- Власюк Іван Харитонович
- Власюк Олександр Іванович
- Гребінь Аврам
- Дуброва Микола Якович
- Іван (кобзар)
- Іваницький Антін Максимович
- Колісник Нестір Данилович
- Морозов Нестір Григорович
- Неховайзуб Петро
- Никоненко Архип
- Олексіїв-Крячківський Федір
- Петрик Іван Михайлович
- Скоба Антін Якович
- Скубій Іван Миколайович
- Тертій Степан Костянтинович
- Фесенко Мирон Якович
- Чемерський Павло Дем'янович
- Яким (лірник)

### Сліпі бандуристи
- Баша Федір
- Башловка Михайло Федорович

### Академічні бандуристи
- Абрамов Анатолій Олександрович
- Авраменко Петро Іванович
- Адамович-Глібів
- Андрієнко Олексій Григорович
- Андрійчик Григорій Ісайович
- Андріяшівський Євхим
- Андрусенко Михайло
- Антоненко Олексій Панасович
- Антоненко Борис Іванович
- Антоницький Іван Володимирович
- Антоновський Іван Іванович
- Афанасенко Іван
- Базилевський Ераст
- Байда-Суховій Дмитро Михайлович
- Баран Михайло Миколайович
- Баран Орест Михайлович
- Барташевський Юрій Пилипович
- Білий Дмитро Дмитрович
- Білоцький Анатолій Овсентійович
- Білошапка Михайло Іванович
- Бобир Андрій Матвійович
- Божинський Назар Іванович
- Бондар Петро Сильвестрович
- Боярчук Степан Михайлович
- Бриж Семен Федорович
- Булдовський Олександр Захарович
- Бутовський Юхим
- Буханець Михайло Самійлович
- Висоцький Іван Іванович
- Власко Семен Сидорович
- Вовк Дмитро Антонович
- Войт Володимир Володимирович
- Войт Володимир Ілліч
- Волошин Матвій
- Волощенко Андрій Прокопович
- Волощук Назар Олександрович
- Гайденко Андрій Матвійович
- Галинський Іван Романович
- Гамалія Олександр
- Герасименко Василь Явтухович
- Глушак Никифор Іванович
- Гончаренко Петро Федорович
- Горбатюк Володимир Григорович
- Горняткевич Андрій Дем'янович
- Грикун Олександр Вікторович
- Грисенко Микола Григорович
- Грицай Анатолій Юхимович
- Гришин Анатолій Дмитрович
- Губ'як Дмитро Васильович
- Гурнак Віталій Миколайович
- Даниленко Марко
- Дашенко Павло
- Дейчаківський Микола
- Демченко Віталій Павлович
- Демченко Микола
- Демчук Юрій Васильович
- Джурджій Віктор Євдокимович
- Дзюбенко Олексій Терентійович
- Дорошко Федір Васильович
- Досенко-Журба Олександр Васильович
- Дробітько Федір Федорович
- Ємець Василь Костьович
- Єсипок Володимир Миколайович
- Жарко Федір Аврамович
- Жеплинський Богдан Михайлович
- Житченко Василь Андрійович
- Жуков Сергій Сергійович
- Запорожченко Іван Данилович
- Захарець Сергій Олександрович
- Йорж Конон Петрович
- Кабачок Володимир Андрійович
- Кир'ян-Верещинський Олександр Павлович
- Китастий Григорій Трохимович
- Китастий Петро Іванович
- Китастий Юліян Петрович
- Кіндрачук Остап Юрійович
- Коваль Михайло Дмитрович
- Коваль Олекса Семенович
- Кожевник Петро
- Комаренко Григорій Іванович
- Компаніченко Тарас Вікторович
- Костецький Олесь
- Кравчук Олександр
- Крутько Микола Порфирович
- Куліченко Микита Лаврентійович
- Лазуркевич Тарас Миколайович
- Лесик Іванна Степанівна
- Литвин Василь Степанович
- Литвин Микола Степанович
- Лінський Костянтин Павлович
- Лісовенко Максим Дмитрович
- Лісовол Віктор Іванович
- Лобко Михайло Сергійович
- Лузан Іван Вікторович
- Луців Володимир Гаврилович
- Маркевич Олександр Андрійович
- Мерзленко Віктор Іванович
- Митяй Антін Огійович
- Мішалов Віктор Юрійович
- Мороз Віталій Андрійович
- Мошик Микола Григорович
- Назаренко Василь
- Назаренко Григорій Павлович
- Незовибатько Юрій Олександрович
- Нечепа Василь Григорович
- Нещотний Геннадій Никанорович
- Никитюк Наталія Григорівна
- Нирко Олексій Федорович
- Носач Павло Варламович
- Обліченко Григорій
- Омельченко Андрій Федорович
- Осадько Василь Якович
- Панченко Євген Михайлович
- Пашник Віктор Васильович
- Перепелюк Володимир Максимович
- Поливський Орест
- Полотай Михайло Панасович
- Потапенко Василь Васильович
- Прудкий Никон Іванович
- Рачок Ігор Карпович
- Рибалка Олександр
- Рідкобородий Степан
- Савченко Віктор (бандурист)
- Салата Дмитро Якович
- Сарма-Соколовський Микола Олександрович
- Скляр Іван Михайлович
- Созанський Олег Олегович
- Сологуб Віктор Григорович
- Сотниченко Свирид
- Стахів Остап Миколайович
- Степаненко Микола Омелянович
- Тиравський Іван Іванович
- Токаревський Микола Дмитрович
- Топірець Степан Васильович
- Фесенко Мирон Якович
- Харченко Йосип
- Хоткевич Гнат Мартинович
- Христенко Макар Тимофійович
- Цибулів Іван
- Цюра Євген Васильович
- Чапля Семен
- Чернецький Назар
- Чернігівець Тимофій
- Чорний Антін Павлович
- Чуприна Олексій Сергійович
- Шарко Богдан
- Шевченко Василь Кузьмович
- Шеремет Іван
- Шлеюк Олександр
- Щоголь Микола Тимофійович
- Явдоченко Микола Іванович
- Якименко Дмитро Савич
- Яницький Йосип Кузьмович
- Яницький Тарас Йосипович

### Репродуктивні кобзарі
- Г. Ткаченко
- М. Будник
- М. Товкайло
- В. Кушпет
- Т. Компаніченко
- М. Плекан
- Т. Силенко
- В. Сніжний
- М. Хай
- В. Нагнибіда
- А. Кабалюк
- В. Ходаківський
- Р. Забашта
- С. Захарець
- К. Черемський
- В. Мішалов
- Ю. Китастий
- Ю. Фединський
- Н. Божинський

### Академічні бандуристки
- Амбросова Леся
- Войт Руслана Дмитрівна
- Герасименко Оксана Василівна
- Герасименко Ольга Василівна
- Голенко Майя Федорівна
- Голуб Антоніна Василівна
- Гребенюк-Дарманчук Мирослава
- Гриценко Тамара Олександрівна
- Дедюх Лариса Віталіївна
- Дутчак Віолетта Григорівна
- Євгеньєва Марія Василівна
- Ковальчук-Буряк Лариса Володимирівна
- Колос-Криворотова Лідія Олексіївна
- Кулик Надія Михайлівна (бандуристка)
- Литвиненко-Волторніст Христина Дмитрівна
- Менкуш Галина Іванівна
- Мирвода Світлана Іванівна
- Павленко Ніна Явтухівна
- Пархоменко Валентина Федорівна
- Петренко Валентина Яківна
- Поліщук Тамара Адамівна
- Посікіра Людмила Кузьмівна
- Сорока Марія Іванівна
- Сотниченко Настя Сергіївна
- Третякова Валентина Петрівна

### Концертні Лірники
- Бабчук Юрій
- Бахмут Яків Михайлович
- Богущенко Яків Тимофійович
- Власюк Іван Харитонович
- Власюк Олександр Іванович
- Дуброва Микола Якович
- Іваницький Антін Максимович
- Колісник Нестір Данилович
- Морозов Нестір Григорович
- Нечепа Василь Григорович
- Петрик Іван Михайлович
- Санін Олесь Геннадійович
- Тертій Степан Костянтинович
- Хай Михайло Йосипович
- Чемерський Павло Дем'янович
- Яким (лірник)